# János Grimm
János Grimm (* 17. Oktober 1895 in Budapest; † 24. September 1974 in Zalaegerszeg) war ein ungarischer Radrennfahrer und nationaler Meister im Radsport.

## Sportliche Laufbahn
Grimm war Bahnradsportler und Teilnehmer der Olympischen Sommerspiele 1924 in Paris. Im Tandemrennen kam er mit Ferenc Uhereczky als Partner auf den 4. Rang. Im Sprint schied er im Vorlauf gegen Jaap Meijer aus.
Er begann 1916 im Verein Edison KE mit dem Radsport. In seiner Karriere gewann er mehrere nationale Titel im Bahnradsport.

## Berufliches
Grimm war als Ingenieur in Budapest tätig.